# Wittnau (Germania)
Wittnau è un comune tedesco di 1 451 abitanti, situato nel land del Baden-Württemberg.